# Liste des lignes de bus de Chamonix
Le réseau de bus de Chamonix-Mont-Blanc couvre les quatre communes de la communauté de communes de la vallée de Chamonix-Mont-Blanc. Il est composé de 17 lignes (six lignes annuelles, trois estivales et dix hivernales) et d'un service de transport à la demande.
Le réseau s’articule autour du centre-ville de Chamonix.

## Le réseau

### Lignes annuelles
| Ligne | Caractéristiques | Caractéristiques                                         | Caractéristiques                                         | Caractéristiques                                         | Caractéristiques                                         | Caractéristiques                                         | Caractéristiques                                         | Caractéristiques                                         | Caractéristiques                                         |
| 1     | Les Houches - Le Prarion ⥋ Chamonix - Les Praz - Flégère | Les Houches - Le Prarion ⥋ Chamonix - Les Praz - Flégère | Les Houches - Le Prarion ⥋ Chamonix - Les Praz - Flégère | Les Houches - Le Prarion ⥋ Chamonix - Les Praz - Flégère | Les Houches - Le Prarion ⥋ Chamonix - Les Praz - Flégère | Les Houches - Le Prarion ⥋ Chamonix - Les Praz - Flégère | Les Houches - Le Prarion ⥋ Chamonix - Les Praz - Flégère | Les Houches - Le Prarion ⥋ Chamonix - Les Praz - Flégère | Les Houches - Le Prarion ⥋ Chamonix - Les Praz - Flégère |
| ----- | --- | -------------------------------------------------------- | -------------------------------------------------------- | -------------------------------------------------------- | -------------------------------------------------------- | -------------------------------------------------------- | -------------------------------------------------------- | -------------------------------------------------------- | -------------------------------------------------------- |
| 1     | Ouverture / Fermeture 2009 / — | Longueur —                                               | Durée 30 min                                             | Nb. d’arrêts 25                                          | Matériel Standards                                       | Jours de fonctionnement L, Ma, Me, J, V, S, D            | Jour / Soir / Nuit / Fêtes O / N / N / O                 | Voy. / an —                                              | Transporteur Mont Blanc Bus                              |
| 1     | Desserte : - Villes et lieux desservis : Les Houches et Chamonix-Mont-Blanc - Gares desservies : Gare des Houches (à distance à l'arrêt La Griaz / Le Tourchet), Gare de Taconnaz, Gare des Bossons, Gare des Pélerins, Gare des Moussoux et Gare des Praz-de-Chamonix (à distance à l'arrêt Les Praz - Flégère). |                                                          |                                                          |                                                          |                                                          |                                                          |                                                          |                                                          |                                                          |
| 1     | Autre : - Arrêts non accessibles aux UFR : NC - Amplitudes horaires : La ligne fonctionne à l'année du lundi au samedi de 6 h 55 à 19 h 55 environ ; en saison, la ligne fonctionne aussi les dimanches et jours fériés sur la même amplitude horaire. - Particularités : L'arrêt Place du Mont-Blanc n'est pas desservis à tous les services. - Date de dernière mise à jour : 10 août 2020.                                                       |                                                          |                                                          |                                                          |                                                          |                                                          |                                                          |                                                          |                                                          |
| 1     | Dernière actualisation : — |                                                          |                                                          |                                                          |                                                          |                                                          |                                                          |                                                          |                                                          |
| 2     | Chamonix - Le Tour ⥋ Chamonix - Glacier des Bossons | Chamonix - Le Tour ⥋ Chamonix - Glacier des Bossons      | Chamonix - Le Tour ⥋ Chamonix - Glacier des Bossons      | Chamonix - Le Tour ⥋ Chamonix - Glacier des Bossons      | Chamonix - Le Tour ⥋ Chamonix - Glacier des Bossons      | Chamonix - Le Tour ⥋ Chamonix - Glacier des Bossons      | Chamonix - Le Tour ⥋ Chamonix - Glacier des Bossons      | Chamonix - Le Tour ⥋ Chamonix - Glacier des Bossons      | Chamonix - Le Tour ⥋ Chamonix - Glacier des Bossons      |
| 2     | Ouverture / Fermeture 2009 / — | Longueur —                                               | Durée 45 min                                             | Nb. d’arrêts 32                                          | Matériel Standards                                       | Jours de fonctionnement L, Ma, Me, J, V, S, D            | Jour / Soir / Nuit / Fêtes O / N / N / O                 | Voy. / an —                                              | Transporteur Mont Blanc Bus                              |
| 2     | Desserte : - Villes et lieux desservis : Chamonix-Mont-Blanc - Gares desservies : Gare de Montroc-le-Planet, Gare d'Argentière, Gare des Tines, Gare des Praz-de-Chamonix (à distance à l'arrêt Les Praz - Flégère) et Gare des Pélerins. |                                                          |                                                          |                                                          |                                                          |                                                          |                                                          |                                                          |                                                          |
| 2     | Autre : - Arrêts non accessibles aux UFR : NC - Amplitudes horaires : La ligne fonctionne à l'année du lundi au samedi de 7 h à 20 h 30 environ ; en saison, la ligne fonctionne aussi les dimanches et jours fériés sur la même amplitude horaire. - Particularités : À certains services, la ligne dessert le glacier de Taconnaz. - Date de dernière mise à jour : 10 août 2020.                                                                 |                                                          |                                                          |                                                          |                                                          |                                                          |                                                          |                                                          |                                                          |
| 2     | Dernière actualisation : — |                                                          |                                                          |                                                          |                                                          |                                                          |                                                          |                                                          |                                                          |
| 3     | Chamonix Sud ⥋ Servoz Gare | Chamonix Sud ⥋ Servoz Gare                               | Chamonix Sud ⥋ Servoz Gare                               | Chamonix Sud ⥋ Servoz Gare                               | Chamonix Sud ⥋ Servoz Gare                               | Chamonix Sud ⥋ Servoz Gare                               | Chamonix Sud ⥋ Servoz Gare                               | Chamonix Sud ⥋ Servoz Gare                               | Chamonix Sud ⥋ Servoz Gare                               |
| 3     | Ouverture / Fermeture 2011 / — | Longueur —                                               | Durée 25 min                                             | Nb. d’arrêts 16                                          | Matériel Standards                                       | Jours de fonctionnement L, Ma, Me, J, V, S, D            | Jour / Soir / Nuit / Fêtes O / N / N / O                 | Voy. / an —                                              | Transporteur Mont Blanc Bus                              |
| 3     | Desserte : - Villes et lieux desservis : Chamonix-Mont-Blanc, Les Houches et Servoz - Gares desservies : Gare des Houches (à distance à l'arrêt La Griaz / Le Tourchet) et Gare de Servoz. |                                                          |                                                          |                                                          |                                                          |                                                          |                                                          |                                                          |                                                          |
| 3     | Autre : - Arrêts non accessibles aux UFR : NC - Amplitudes horaires : La ligne fonctionne à l'année du lundi au samedi de 6 h 55 à 18 h 55 environ ; en saison, la ligne fonctionne aussi les dimanches et jours fériés sur la même amplitude horaire. - Date de dernière mise à jour : 10 août 2020. |                                                          |                                                          |                                                          |                                                          |                                                          |                                                          |                                                          |                                                          |
| 3     | Dernière actualisation : — |                                                          |                                                          |                                                          |                                                          |                                                          |                                                          |                                                          |                                                          |
| 4     | Le Mulet - Navette du centre-ville de Chamonix | Le Mulet - Navette du centre-ville de Chamonix           | Le Mulet - Navette du centre-ville de Chamonix           | Le Mulet - Navette du centre-ville de Chamonix           | Le Mulet - Navette du centre-ville de Chamonix           | Le Mulet - Navette du centre-ville de Chamonix           | Le Mulet - Navette du centre-ville de Chamonix           | Le Mulet - Navette du centre-ville de Chamonix           | Le Mulet - Navette du centre-ville de Chamonix           |
| 4     | (Circulaire) Chamonix Sud ⥋ via le centre-ville et le parc relais du Grépon |                                                          |                                                          |                                                          |                                                          |                                                          |                                                          |                                                          |                                                          |
| 4     | Ouverture / Fermeture 2005 / — | Longueur —                                               | Durée 20 min                                             | Nb. d’arrêts 23                                          | Matériel Minibus                                         | Jours de fonctionnement L, Ma, Me, J, V, S, D            | Jour / Soir / Nuit / Fêtes O / N / N / O                 | Voy. / an —                                              | Transporteur Mont Blanc Bus                              |
| 4     | Desserte : - Villes et lieux desservis : Chamonix-Mont-Blanc - Gares desservies : Gare de Chamonix-Mont-Blanc et Gare de Chamonix-Aiguille-du-Midi (à distance à l'arrêt Entrèves). |                                                          |                                                          |                                                          |                                                          |                                                          |                                                          |                                                          |                                                          |
| 4     | Autre : - Arrêts non accessibles aux UFR : NC - Amplitudes horaires : La ligne fonctionne tous les jours de 8 h à 19 h 20 environ. - Particularités : Ligne dont l'accès est gratuit sans conditions. Son nom fait référence aux mulets accompagnants les guides en haute montagne, et portant les enfants et bagages qui, à partir du XVIIIe siècle, sont devenus un mode de transport touristique. - Date de dernière mise à jour : 20 août 2021. |                                                          |                                                          |                                                          |                                                          |                                                          |                                                          |                                                          |                                                          |
| 4     | Dernière actualisation : — |                                                          |                                                          |                                                          |                                                          |                                                          |                                                          |                                                          |                                                          |
| 5     | Chamo'nuit | Chamo'nuit                                               | Chamo'nuit                                               | Chamo'nuit                                               | Chamo'nuit                                               | Chamo'nuit                                               | Chamo'nuit                                               | Chamo'nuit                                               | Chamo'nuit                                               |
| 5     | Les Houches - Le Prarion ⥋ Chamonix - Argentière - La Fis |                                                          |                                                          |                                                          |                                                          |                                                          |                                                          |                                                          |                                                          |
| 5     | Ouverture / Fermeture 1998 / — | Longueur —                                               | Durée 40 min                                             | Nb. d’arrêts 31                                          | Matériel Standards                                       | Jours de fonctionnement L, Ma, Me, J, V, S, D            | Jour / Soir / Nuit / Fêtes N / O / N / O                 | Voy. / an —                                              | Transporteur Mont Blanc Bus                              |
| 5     | Desserte : - Villes et lieux desservis : Les Houches et Chamonix-Mont-Blanc - Gares desservies : Gare des Houches (à distance à l'arrêt La Griaz / Le Tourchet), Gare de Taconnaz, Gare des Bossons, Gare des Pélerins, Gare des Moussoux et Gare des Praz-de-Chamonix (à distance à l'arrêt Les Praz - Flégère), Gare des Tines et Gare d'Argentière                                                                                               |                                                          |                                                          |                                                          |                                                          |                                                          |                                                          |                                                          |                                                          |
| 5     | Autre : - Arrêts non accessibles aux UFR : NC - Amplitudes horaires : La ligne fonctionne à l'année de 20 h 50 à 23 h 50 environ, sur réservation du lundi au jeudi soir et de façon régulière les vendredis et samedis soir. En saison, la ligne fonctionne tous les soirs. - Date de dernière mise à jour : 10 août 2020. |                                                          |                                                          |                                                          |                                                          |                                                          |                                                          |                                                          |                                                          |
| 5     | Dernière actualisation : — |                                                          |                                                          |                                                          |                                                          |                                                          |                                                          |                                                          |                                                          |
| 6     | Navette interne de Servoz | Navette interne de Servoz                                | Navette interne de Servoz                                | Navette interne de Servoz                                | Navette interne de Servoz                                | Navette interne de Servoz                                | Navette interne de Servoz                                | Navette interne de Servoz                                | Navette interne de Servoz                                |
| 6     | Servoz - Le Mont ⥋ Servoz Gare |                                                          |                                                          |                                                          |                                                          |                                                          |                                                          |                                                          |                                                          |
| 6     | Ouverture / Fermeture — / — | Longueur —                                               | Durée 20 min                                             | Nb. d’arrêts 10                                          | Matériel Minibus ?                                       | Jours de fonctionnement L, Ma, Me, J, V, S, D            | Jour / Soir / Nuit / Fêtes O / N / N / O                 | Voy. / an —                                              | Transporteur Mont Blanc Bus                              |
| 6     | Desserte : - Villes et lieux desservis : Servoz - Gares desservies : Gare de Servoz. |                                                          |                                                          |                                                          |                                                          |                                                          |                                                          |                                                          |                                                          |
| 6     | Autre : - Arrêts non accessibles aux UFR : NC - Amplitudes horaires : La ligne fonctionne tous les jours de 7 h à 19 h 5 environ. - Particularités : Ligne dont l'accès est gratuit sans conditions. - Date de dernière mise à jour : 10 août 2020. |                                                          |                                                          |                                                          |                                                          |                                                          |                                                          |                                                          |                                                          |
| 6     | Dernière actualisation : — |                                                          |                                                          |                                                          |                                                          |                                                          |                                                          |                                                          |                                                          |

### Lignes estivales
Les lignes estivales sont assurées de fin juin à fin août.
| Ligne | Caractéristiques | Caractéristiques                                 | Caractéristiques                                 | Caractéristiques                                 | Caractéristiques                                 | Caractéristiques                                 | Caractéristiques                                 | Caractéristiques                                 | Caractéristiques                                 |
| 21    | Les Chosalets ⥋ Col des Montets | Les Chosalets ⥋ Col des Montets                  | Les Chosalets ⥋ Col des Montets                  | Les Chosalets ⥋ Col des Montets                  | Les Chosalets ⥋ Col des Montets                  | Les Chosalets ⥋ Col des Montets                  | Les Chosalets ⥋ Col des Montets                  | Les Chosalets ⥋ Col des Montets                  | Les Chosalets ⥋ Col des Montets                  |
| ----- | --- | ------------------------------------------------ | ------------------------------------------------ | ------------------------------------------------ | ------------------------------------------------ | ------------------------------------------------ | ------------------------------------------------ | ------------------------------------------------ | ------------------------------------------------ |
| 21    | Ouverture / Fermeture — / — | Longueur —                                       | Durée 7 min                                      | Nb. d’arrêts 5                                   | Matériel Standards                               | Jours de fonctionnement L, Ma, Me, J, V, S, D    | Jour / Soir / Nuit / Fêtes O / N / N / O         | Voy. / an —                                      | Transporteur Mont Blanc Bus                      |
| 21    | Desserte : - Villes et lieux desservis : Chamonix-Mont-Blanc - Gares desservies : Gare d'Argentière. |                                                  |                                                  |                                                  |                                                  |                                                  |                                                  |                                                  |                                                  |
| 21    | Autre : - Arrêts non accessibles aux UFR : NC - Amplitudes horaires : La ligne fonctionne tous les jours de 9 h 20 à 17 h 40 environ. - Date de dernière mise à jour : 10 août 2020.                                                                            |                                                  |                                                  |                                                  |                                                  |                                                  |                                                  |                                                  |                                                  |
| 21    | Dernière actualisation : — |                                                  |                                                  |                                                  |                                                  |                                                  |                                                  |                                                  |                                                  |
| V1    | Chamonix Sud ⥋ Les Houches - Le Prarion | Chamonix Sud ⥋ Les Houches - Le Prarion          | Chamonix Sud ⥋ Les Houches - Le Prarion          | Chamonix Sud ⥋ Les Houches - Le Prarion          | Chamonix Sud ⥋ Les Houches - Le Prarion          | Chamonix Sud ⥋ Les Houches - Le Prarion          | Chamonix Sud ⥋ Les Houches - Le Prarion          | Chamonix Sud ⥋ Les Houches - Le Prarion          | Chamonix Sud ⥋ Les Houches - Le Prarion          |
| V1    | Ouverture / Fermeture 2009 / — | Longueur —                                       | Durée 25 min                                     | Nb. d’arrêts 18                                  | Matériel —                                       | Jours de fonctionnement L, Ma, Me, J, V, S, D    | Jour / Soir / Nuit / Fêtes O / N / N / O         | Voy. / an —                                      | Transporteur Mont Blanc Bus                      |
| V1    | Desserte : - Villes et lieux desservis : Chamonix-Mont-Blanc et Les Houches - Gares desservies : Gare des Moussoux, Gare des Pélerins, Gare des Bossons, Gare de Taconnaz et gare des Houches (à distance à l'arrêt La Griaz / Le Tourchet).                    |                                                  |                                                  |                                                  |                                                  |                                                  |                                                  |                                                  |                                                  |
| V1    | Autre : - Arrêts non accessibles aux UFR : NC - Amplitudes horaires : La ligne fonctionne tous les jours de 9 h 15 à 15 h 40 environ. - Particularités : Ligne équipée de véhicules adaptés au transport de VTT. - Date de dernière mise à jour : 10 août 2020. |                                                  |                                                  |                                                  |                                                  |                                                  |                                                  |                                                  |                                                  |
| V1    | Dernière actualisation : — |                                                  |                                                  |                                                  |                                                  |                                                  |                                                  |                                                  |                                                  |
| V2    | Chamonix - Place Mont-Blanc ⥋ Chamonix - Le Tour | Chamonix - Place Mont-Blanc ⥋ Chamonix - Le Tour | Chamonix - Place Mont-Blanc ⥋ Chamonix - Le Tour | Chamonix - Place Mont-Blanc ⥋ Chamonix - Le Tour | Chamonix - Place Mont-Blanc ⥋ Chamonix - Le Tour | Chamonix - Place Mont-Blanc ⥋ Chamonix - Le Tour | Chamonix - Place Mont-Blanc ⥋ Chamonix - Le Tour | Chamonix - Place Mont-Blanc ⥋ Chamonix - Le Tour | Chamonix - Place Mont-Blanc ⥋ Chamonix - Le Tour |
| V2    | Ouverture / Fermeture 2009 / — | Longueur —                                       | Durée 30 min                                     | Nb. d’arrêts 23                                  | Matériel —                                       | Jours de fonctionnement L, Ma, Me, J, V, S, D    | Jour / Soir / Nuit / Fêtes O / N / N / O         | Voy. / an —                                      | Transporteur Mont Blanc Bus                      |
| V2    | Desserte : - Villes et lieux desservis : Chamonix-Mont-Blanc - Gares desservies : Gare des Praz-de-Chamonix (à distance à l'arrêt Les Praz - Flégère), Gare des Tines, Gare d'Argentière et Gare de Montroc-le-Planet.                                          |                                                  |                                                  |                                                  |                                                  |                                                  |                                                  |                                                  |                                                  |
| V2    | Autre : - Arrêts non accessibles aux UFR : NC - Amplitudes horaires : La ligne fonctionne tous les jours de 9 h 25 à 15 h 35 environ. - Particularités : Ligne équipée de véhicules adaptés au transport de VTT. - Date de dernière mise à jour : 10 août 2020. |                                                  |                                                  |                                                  |                                                  |                                                  |                                                  |                                                  |                                                  |
| V2    | Dernière actualisation : — |                                                  |                                                  |                                                  |                                                  |                                                  |                                                  |                                                  |                                                  |

### Lignes hivernales
| Ligne | Caractéristiques | Caractéristiques                                       | Caractéristiques                                       | Caractéristiques                                       | Caractéristiques                                       | Caractéristiques                                       | Caractéristiques                                       | Caractéristiques                                       | Caractéristiques                                       |
| 2B    | Chamonix - Le Tour ⥋ Chamonix - Sud | Chamonix - Le Tour ⥋ Chamonix - Sud                    | Chamonix - Le Tour ⥋ Chamonix - Sud                    | Chamonix - Le Tour ⥋ Chamonix - Sud                    | Chamonix - Le Tour ⥋ Chamonix - Sud                    | Chamonix - Le Tour ⥋ Chamonix - Sud                    | Chamonix - Le Tour ⥋ Chamonix - Sud                    | Chamonix - Le Tour ⥋ Chamonix - Sud                    | Chamonix - Le Tour ⥋ Chamonix - Sud                    |
| ----- | --- | ------------------------------------------------------ | ------------------------------------------------------ | ------------------------------------------------------ | ------------------------------------------------------ | ------------------------------------------------------ | ------------------------------------------------------ | ------------------------------------------------------ | ------------------------------------------------------ |
| 2B    | Ouverture / Fermeture — / — | Longueur —                                             | Durée 32 min                                           | Nb. d’arrêts 21                                        | Matériel Standards                                     | Jours de fonctionnement L, Ma, Me, J, V, S, D          | Jour / Soir / Nuit / Fêtes O / N / N / O               | Voy. / an —                                            | Transporteur Mont Blanc Bus                            |
| 2B    | Desserte : - Villes et lieux desservis : Chamonix-Mont-Blanc - Gares desservies : Gare de Montroc-le-Planet, Gare d'Argentière, Gare des Tines et Gare des Praz-de-Chamonix (à distance à l'arrêt Les Praz - Flégère). |                                                        |                                                        |                                                        |                                                        |                                                        |                                                        |                                                        |                                                        |
| 2B    | Autre : - Arrêts non accessibles aux UFR : NC - Amplitudes horaires : La ligne fonctionne tous les jours de 6 h 15 à 20 h 55 environ afin de renforcer la ligne 2. - Date de dernière mise à jour : 31 mai 2021.       |                                                        |                                                        |                                                        |                                                        |                                                        |                                                        |                                                        |                                                        |
| 2B    | Dernière actualisation : — |                                                        |                                                        |                                                        |                                                        |                                                        |                                                        |                                                        |                                                        |
| 14    | Le Brévent ⥋ Les Planards | Le Brévent ⥋ Les Planards                              | Le Brévent ⥋ Les Planards                              | Le Brévent ⥋ Les Planards                              | Le Brévent ⥋ Les Planards                              | Le Brévent ⥋ Les Planards                              | Le Brévent ⥋ Les Planards                              | Le Brévent ⥋ Les Planards                              | Le Brévent ⥋ Les Planards                              |
| 14    | Ouverture / Fermeture — / — | Longueur —                                             | Durée 15 min                                           | Nb. d’arrêts 9                                         | Matériel —                                             | Jours de fonctionnement L, Ma, Me, J, V, S, D          | Jour / Soir / Nuit / Fêtes O / N / N / O               | Voy. / an —                                            | Transporteur Mont Blanc Bus                            |
| 14    | Desserte : - Villes et lieux desservis : Chamonix-Mont-Blanc - Gares desservies : Gare de Chamonix-Mont-Blanc à distance, à l'arrêt Montenvers Mer de Glace.                                                           |                                                        |                                                        |                                                        |                                                        |                                                        |                                                        |                                                        |                                                        |
| 14    | Autre : - Arrêts non accessibles aux UFR : NC - Amplitudes horaires : La ligne fonctionne tous les jours de 8 h à 18 h 10 environ. - Date de dernière mise à jour : 31 mai 2021.                                       |                                                        |                                                        |                                                        |                                                        |                                                        |                                                        |                                                        |                                                        |
| 14    | Dernière actualisation : — |                                                        |                                                        |                                                        |                                                        |                                                        |                                                        |                                                        |                                                        |
| 15    | Les Houches - Le Prarion ⥋ Chamonix - Place Mont Blanc | Les Houches - Le Prarion ⥋ Chamonix - Place Mont Blanc | Les Houches - Le Prarion ⥋ Chamonix - Place Mont Blanc | Les Houches - Le Prarion ⥋ Chamonix - Place Mont Blanc | Les Houches - Le Prarion ⥋ Chamonix - Place Mont Blanc | Les Houches - Le Prarion ⥋ Chamonix - Place Mont Blanc | Les Houches - Le Prarion ⥋ Chamonix - Place Mont Blanc | Les Houches - Le Prarion ⥋ Chamonix - Place Mont Blanc | Les Houches - Le Prarion ⥋ Chamonix - Place Mont Blanc |
| 15    | Ouverture / Fermeture — / — | Longueur —                                             | Durée 30 min                                           | Nb. d’arrêts 23                                        | Matériel —                                             | Jours de fonctionnement L, Ma, Me, J, V, S, D          | Jour / Soir / Nuit / Fêtes O / N / N / O               | Voy. / an —                                            | Transporteur Mont Blanc Bus                            |
| 15    | Desserte : - Villes et lieux desservis : Les Houches et Chamonix-Mont-Blanc - Gares desservies : Gare des Houches (à distance à l'arrêt La Griaz / Le Tourchet), Gare de Taconnaz et Gare des Pélerins.                |                                                        |                                                        |                                                        |                                                        |                                                        |                                                        |                                                        |                                                        |
| 15    | Autre : - Arrêts non accessibles aux UFR : NC - Amplitudes horaires : La ligne fonctionne tous les jours de 8 h à 20 h 10 environ. - Date de dernière mise à jour : 31 mai 2021.                                       |                                                        |                                                        |                                                        |                                                        |                                                        |                                                        |                                                        |                                                        |
| 15    | Dernière actualisation : — |                                                        |                                                        |                                                        |                                                        |                                                        |                                                        |                                                        |                                                        |
| 16    | Navette interne des Houches | Navette interne des Houches                            | Navette interne des Houches                            | Navette interne des Houches                            | Navette interne des Houches                            | Navette interne des Houches                            | Navette interne des Houches                            | Navette interne des Houches                            | Navette interne des Houches                            |
| 16    | Les Houches - Le Prarion ⥋ Les Houches - Georgeanne |                                                        |                                                        |                                                        |                                                        |                                                        |                                                        |                                                        |                                                        |
| 16    | Ouverture / Fermeture — / — | Longueur —                                             | Durée 15 min                                           | Nb. d’arrêts 11                                        | Matériel —                                             | Jours de fonctionnement L, Ma, Me, J, V, S, D          | Jour / Soir / Nuit / Fêtes O / N / N / O               | Voy. / an —                                            | Transporteur Mont Blanc Bus                            |
| 16    | Desserte : - Villes et lieux desservis : Les Houches - Gares desservies : Gare des Houches. |                                                        |                                                        |                                                        |                                                        |                                                        |                                                        |                                                        |                                                        |
| 16    | Autre : - Arrêts non accessibles aux UFR : NC - Amplitudes horaires : La ligne fonctionne tous les jours de 8 h à 17 h 50 environ. - Date de dernière mise à jour : 31 mai 2021.                                       |                                                        |                                                        |                                                        |                                                        |                                                        |                                                        |                                                        |                                                        |
| 16    | Dernière actualisation : — |                                                        |                                                        |                                                        |                                                        |                                                        |                                                        |                                                        |                                                        |
| 17    | Le Brévent ⥋ Le Grépon | Le Brévent ⥋ Le Grépon                                 | Le Brévent ⥋ Le Grépon                                 | Le Brévent ⥋ Le Grépon                                 | Le Brévent ⥋ Le Grépon                                 | Le Brévent ⥋ Le Grépon                                 | Le Brévent ⥋ Le Grépon                                 | Le Brévent ⥋ Le Grépon                                 | Le Brévent ⥋ Le Grépon                                 |
| 17    | Ouverture / Fermeture — / — | Longueur —                                             | Durée 10 min                                           | Nb. d’arrêts 6                                         | Matériel —                                             | Jours de fonctionnement L, Ma, Me, J, V, S, D          | Jour / Soir / Nuit / Fêtes O / N / N / O               | Voy. / an —                                            | Transporteur Mont Blanc Bus                            |
| 17    | Desserte : - Villes et lieux desservis : Chamonix-Mont-Blanc - Gare desservie : Aucune. |                                                        |                                                        |                                                        |                                                        |                                                        |                                                        |                                                        |                                                        |
| 17    | Autre : - Arrêts non accessibles aux UFR : NC - Amplitudes horaires : La ligne fonctionne tous les jours de 8 h 15 à 17 h 50 environ. - Date de dernière mise à jour : 31 mai 2021.                                    |                                                        |                                                        |                                                        |                                                        |                                                        |                                                        |                                                        |                                                        |
| 17    | Dernière actualisation : — |                                                        |                                                        |                                                        |                                                        |                                                        |                                                        |                                                        |                                                        |
| 18    | Navette interne de Vallorcine | Navette interne de Vallorcine                          | Navette interne de Vallorcine                          | Navette interne de Vallorcine                          | Navette interne de Vallorcine                          | Navette interne de Vallorcine                          | Navette interne de Vallorcine                          | Navette interne de Vallorcine                          | Navette interne de Vallorcine                          |
| 18    | Vallorcine - Le Buet ⥋ Vallorcine - SNCF |                                                        |                                                        |                                                        |                                                        |                                                        |                                                        |                                                        |                                                        |
| 18    | Ouverture / Fermeture — / — | Longueur —                                             | Durée 10 min                                           | Nb. d’arrêts 6                                         | Matériel —                                             | Jours de fonctionnement L, Ma, Me, J, V, S, D          | Jour / Soir / Nuit / Fêtes O / N / N / O               | Voy. / an —                                            | Transporteur Mont Blanc Bus                            |
| 18    | Desserte : - Villes et lieux desservis : Vallorcine - Gares desservies : Gare du Buet et Gare de Vallorcine. |                                                        |                                                        |                                                        |                                                        |                                                        |                                                        |                                                        |                                                        |
| 18    | Autre : - Arrêts non accessibles aux UFR : NC - Amplitudes horaires : La ligne fonctionne tous les jours de 9 h à 16 h 55 environ. - Date de dernière mise à jour : 31 mai 2021.                                       |                                                        |                                                        |                                                        |                                                        |                                                        |                                                        |                                                        |                                                        |
| 18    | Dernière actualisation : — |                                                        |                                                        |                                                        |                                                        |                                                        |                                                        |                                                        |                                                        |
| N     | Navette des Bois | Navette des Bois                                       | Navette des Bois                                       | Navette des Bois                                       | Navette des Bois                                       | Navette des Bois                                       | Navette des Bois                                       | Navette des Bois                                       | Navette des Bois                                       |
| N     | (Circulaire) Chamonix - Les Praz - Flégère ⥋ via le quartier des bois |                                                        |                                                        |                                                        |                                                        |                                                        |                                                        |                                                        |                                                        |
| N     | Ouverture / Fermeture — / — | Longueur —                                             | Durée 15 min                                           | Nb. d’arrêts 11                                        | Matériel —                                             | Jours de fonctionnement L, Ma, Me, J, V, S, D          | Jour / Soir / Nuit / Fêtes O / N / N / O               | Voy. / an —                                            | Transporteur Mont Blanc Bus                            |
| N     | Desserte : - Villes et lieux desservis : Chamonix-Mont-Blanc - Gares desservies : Gare des Praz-de-Chamonix (à distance à l'arrêt Les Praz - Flégère).                                                                 |                                                        |                                                        |                                                        |                                                        |                                                        |                                                        |                                                        |                                                        |
| N     | Autre : - Arrêts non accessibles aux UFR : NC - Amplitudes horaires : La ligne fonctionne tous les jours, durant les vacances d'hiver, de 8 h 30 à 17 h 25 environ. - Date de dernière mise à jour : 31 mai 2021.      |                                                        |                                                        |                                                        |                                                        |                                                        |                                                        |                                                        |                                                        |
| N     | Dernière actualisation : — |                                                        |                                                        |                                                        |                                                        |                                                        |                                                        |                                                        |                                                        |